# Верхняя Кыръёль
Верхняя Кыръёль (устар. Верхняя Кыр-Ёль) — река в России, течёт по территории Удорского района Республики Коми. Правый приток реки Чим.
Длина реки составляет 16 км.
Течёт по лесной болотистой местности. В верхней половине реки генеральным направлением течения является запад, в нижней — север.

## Данные водного реестра
По данным государственного водного реестра России относится к Двинско-Печорскому бассейновому округу, водохозяйственный участок реки — Мезень от истока до водомерного поста у деревни Малонисогорская. Речной бассейн реки — Мезень.
Код объекта в государственном водном реестре — 03030000112103000046781.